# Mastrus costalis
Mastrus costalis är en stekelart som först beskrevs av Thomson 1884.  Mastrus costalis ingår i släktet Mastrus och familjen brokparasitsteklar. Arten är reproducerande i Sverige. Inga underarter finns listade i Catalogue of Life.